# Образование в Башкортостане
Образование в Республике Башкортостан — система образования в РБ, включающая в себя учреждения дошкольного воспитания, школы, профессионально-технические, средне-специальные и высшие учебные заведения.

## История

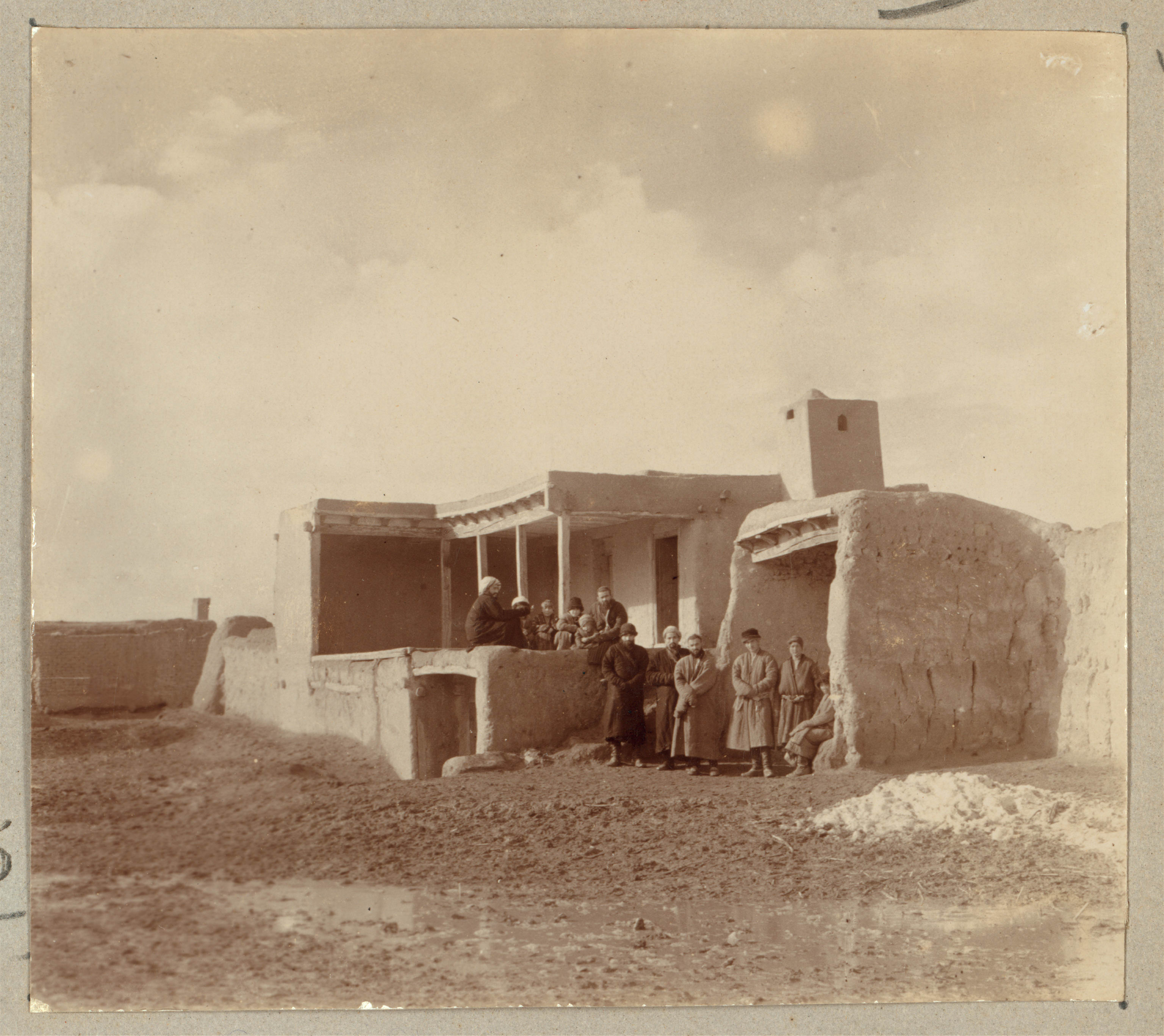
Башкирская школа. 1905-1915г. Авт. Прокудин-Горский.

Возникновение школьного образования в РБ связано с проникновением в страну башкир ислама, сопровождаемое распространением религиозных школ при мечетях. Первые исламские школы на территории РБ в которых учили приезжие миссионеры из Бухары, Багдада и др. исламских центров возникли в 16 веке.
Силами местного мусульманского духовенства при местных мечетях были открыты первые мектебе и медресе, которых в 18 веке было около 100. Наиболее крупные — в деревне Стерлибаш и медресе в селе Каргалы. К 1865 году в башкирских и татарских селениях было около 600 мектебе и медресе, где обучалось более 20 тыс. учеников.
Мусульманские школы были культурно-образовательными центрами, в которых были библиотеки, переписывались книги.
С 20-х годов 18 в. в Башкортостане начали открываться русскоязычные школы (цифирная, словесная школы в Уфе, wikt:школа «татарских учеников» и инженерная школа — в Оренбурге). Горнозаводские школы были открыты при Верхоторском и Катав-Ивановском заводах.
Православное духовное управление (Синод) открыло в 1800 году в Уфе духовную семинарию, в 1818 году — духовное училище. К 1861 году в крае насчитывалось 253 русскоязычных учебных заведения с около 9490 учеников.
Образованием на русском языке для башкир занялось командование Башкиро-мещерякского войска, добившееся выделения для башкир 20 вакансий в Казанских гимназии и университете, 30 — в Оренбургском Неплюевском кадетском корпусе и др.
В 1864 году проводилась реформа народного образования, которая ограничила влияние церкви в образовании.
С 1870 года в крае стали открываться русско-башкирские, русско-татарские, русско-чувашские и др. школы и к 1900 году в Уфимской и Оренбургской губерниях было 93 русскоязычные школы для башкир и татар, 90 для крещеных татар и чувашей, 65 для марийцев, возросло количество мектебов и медресе.

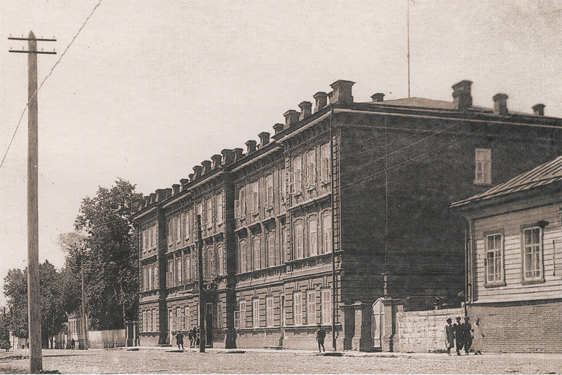
Уфимский учительский институт (ныне Уфимский университет науки и технологий)

Первое высшее учебное заведение — Уфимский учительский институт (ныне Уфимский университет науки и технологий) был открыт 4 октября 1909 года. Количество обучаемых в Уфимском учительском институте (ныне Уфимский университет науки и технологий) было 75 человек (по 25 человек на каждый класс), количество преподавателей — 9 человек.
Среди студентов не было ни одного татарина или башкира: для поступления в институт лиц нетрадиционных христианских направлений, а также мусульман, требовалось специальное разрешение Министерства народного просвещения.
Срок обучения в Уфимском учительском институте (ныне Уфимский университет науки и технологий) составлял 3 года без специализации.
После 1917 года система образования была изменена. Учебные заведения были национализированы и переданы в ведение Наркомпроса. Школа отделена от церкви, отменены преподавание мертвых языков (старославянского, латинского), отметки и экзамены.
Всебашкирская чрезвычайная комиссия по ликвидации неграмотности в 1921 году приняла постановление «О принудительном привлечении всего грамотного населения к обучению неграмотных». Были открыты ликбезпункты на башкирском, татарском, чувашском языках, в которых в течение 1922/23-1927/28 уч. гг. были обучены грамоте 173 тыс. человек. Полностью ликвидировать неграмотность удалось к середине 60-х годов 20 века.
В конце 20-х годов башкирская и татарская письменность с арабского языка были переведены на латинскую графику — «яналиф». В 30-х годах от внедрения латинской графики отказались. По Указу Президиума ВС БАССР от 23 ноября 1939 года башкирская письменность переведена с латиницы на кириллицу. В 1940—1942 годах в школах вводилось обучение по новому алфавиту.
В 1940-е годы началось введение обязательного 7-летнего обучения в городах с включением уроков труда. Обучение велось на башкирском, русском, татарском, чувашском, марийском и удмуртском языках.
В годы Великой Отечественной войны в БАССР в тяжелых условиях работали общеобразовательные школы, 58 училищ и техникумов,
где обучалось 16 тыс. человек. В Башкирии продолжали работу эвакуированные из западных районов страны вузы. В Уфе работали 1-й Московский Ордена Ленина медицинский институт, Рыбинский авиационный институт, на базе которого был создан Уфимский авиационный институт им Орджоникидзе (ныне Уфимский университет науки и технологий), Московский нефтяной институт им И. Н. Губкина. В Стерлитамаке — Московский библиотечный институт. В Бирске — Орловский педагогический институт.
К началу 1945—1946 учебного года в вузах республики обучалось 6,1 тыс. человек, что почти в два раза больше, чем до войны.
Первые детсады появились в 1919 году. К 30-м годам детскими садами охвачено 0,4 % детей.

Министр просвещения БАССР (1955—1971) Ф.Х. Мустафина с лучшими учителями республики

В 1960-е годы в БАССР было 7 вузов. Число студентов составила 16,7 тыс. человек. Постановлением Совета Министров СССР от 20 июля 1957 года Уфимский педагогический институт был преобразован в Башкирский государственный университет (ныне Уфимский университет науки и технологий). Открылись новые вузы: в 1967 году — Башкирский государственный педагогический институт (БГПИ), в 1968 году — Уфимский государственный институт искусств. В Конституциями РБ была закреплена бесплатность основного общего образования.
С 90-х годов в РБ была принята республиканская программа возрождения национальной школы.
В 90-е годы в РБ открылись 2 военных вуза — Уфимская высшая школа МВД РФ (1987), Уфимское высшее военное авиационное училище летчиков (1983), 4 вуза преобразованы в университеты: Уфимский государственный авиационный технический университет (ныне Уфимский университет науки и технологий) (1992) и Нефтяной технический университет (1993), Башкирский государственный аграрный университет (1993) и медицинский университет (1995). С 1994 года УфМТИ функционирует как самостоятельный Уфимский технологический институт сервиса. В 1991 году создана Башкирская академия государственной службы и управления.
В настоящее время вузы республики переходят к подготовке бакалавров и магистров.

## Образование в настоящее время

### Дошкольное образование

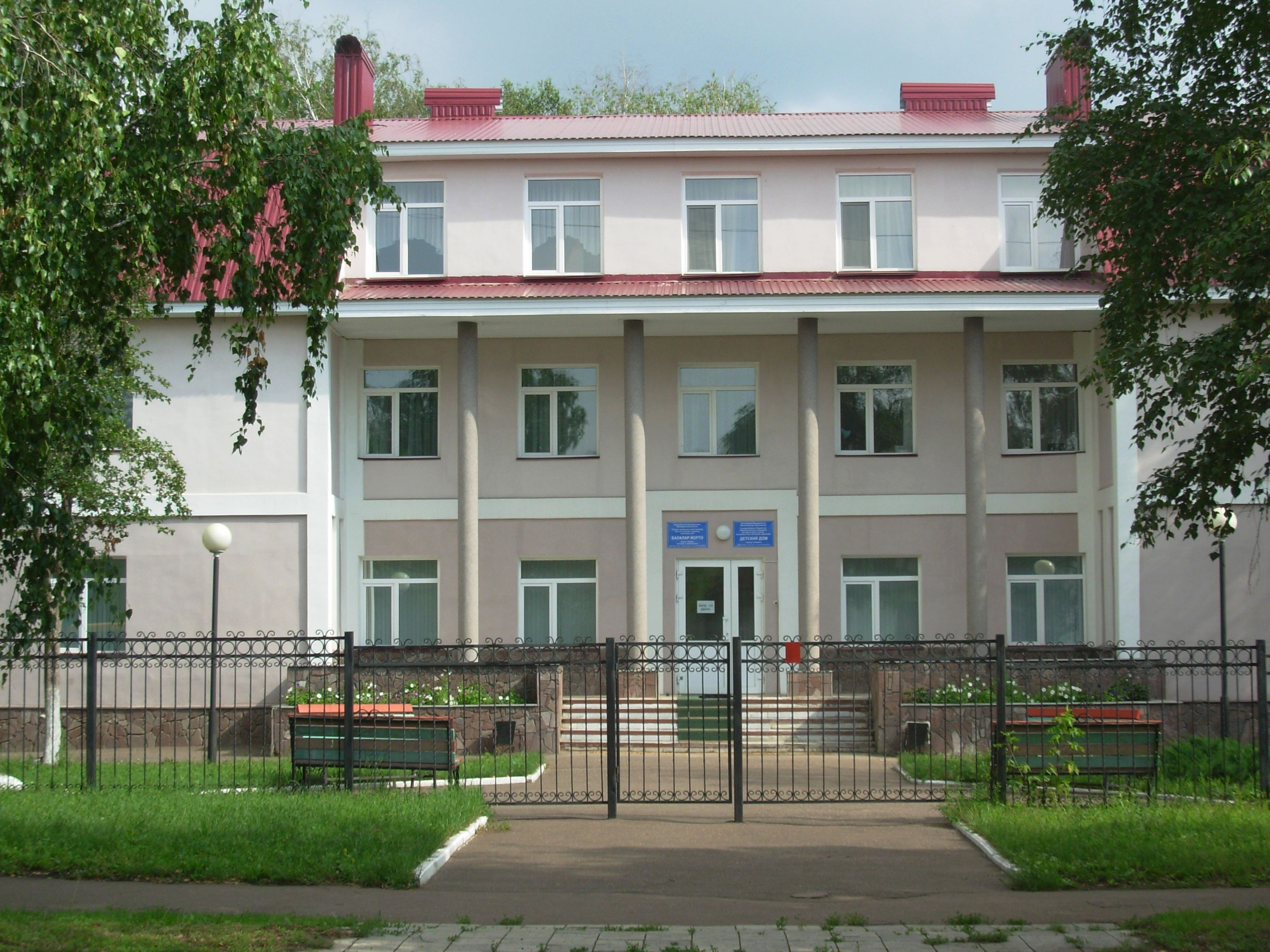
Детский дом в Салавате

В Республике Башкортостан в 2013 году действуют 1644 дошкольных образовательных учреждений, в которых учатся более 194 тыс. детей в возрасте от 1 года до 6 лет.
Численность педагогических работников в ДОУ — более 17 тыс. человек.

### Общее образование
В 2012—2013 учебном году в Республике Башкортостан работают 1587 общеобразовательных школ и школ-интернатов, среди которых 83 гимназии, 58 лицеев, 3 кадетских учреждения (9,1 %). В школах учатся более 96 тыс. человек.
100 одаренных школьников получают стипендии Президента Республики Башкортостан.
В РБ изучаются 14 родных языков. Более 41 % общеобразовательных учреждений являются национальными школами.
На развитие системы общего образования Республики Башкортостан в 2011—2013 годы выделено 4694,4 млн рублей.

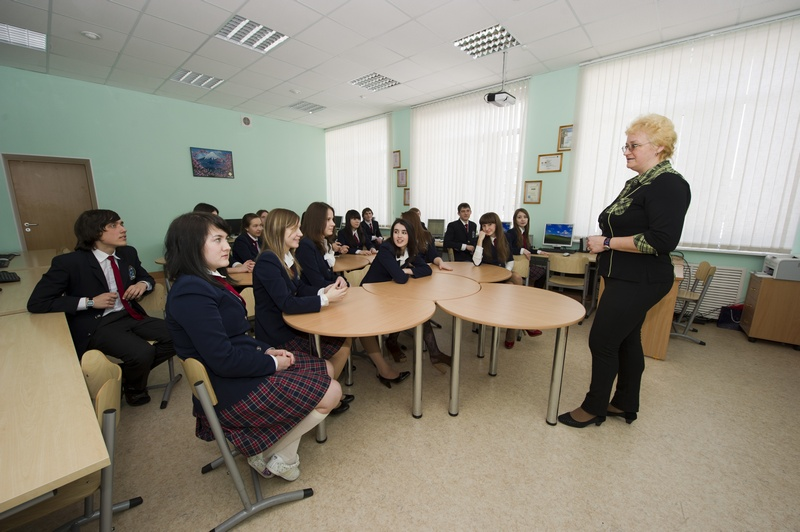
в Первом лицее г. Салавата

В 2013 году средняя заработная плата педагогических работников в школах составила 23078,2 рубля; педагогических работников дошкольных образовательных учреждений — 17739,9 рубля; педагогических работников учреждений дополнительного образования — 13229,4 рубля; педагогических работников образовательных организаций, оказывающих социальные услуги детям-сиротам и детям, оставшимся без попечения родителей составила 17262,1 рубля; преподавателей и мастеров производственного обучения НПО, СПО составила 16486,3 рубля.

### Профессиональное образование

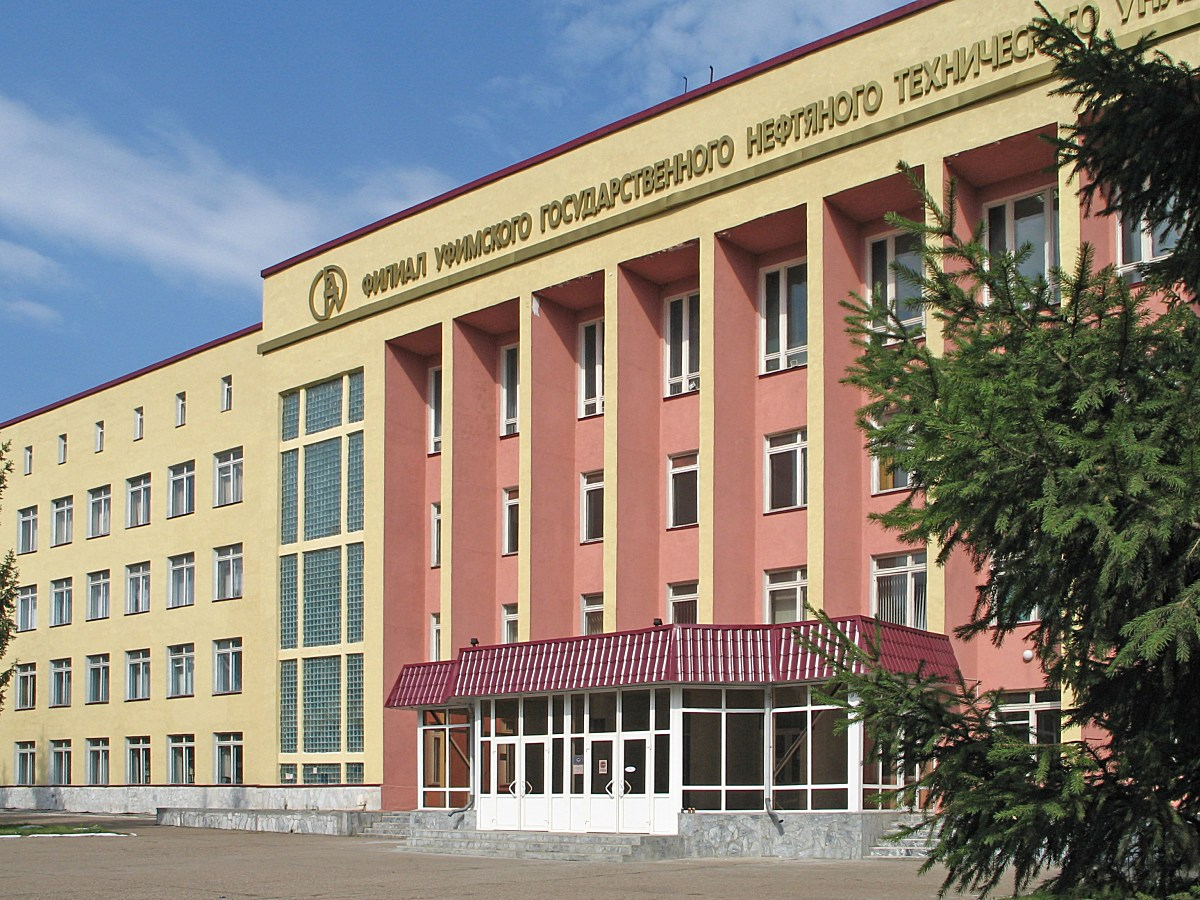
Нефтяной университет Стерлитамак

В Республике Башкортостан 10 государственных вузов, 17 филиалов вузов, 3 негосударственных самостоятельных и 8 филиалов негосударственных вузов, в них учатся 153 тыс. студентов.
В системе среднего профессионального образования 78 государственных колледжей и техникумов, где учатся свыше 68 тыс. студентов.
(2 место в ПФО России).
В 85 учреждениях начального профессионального образования РБ учатся 25,9 тыс. человек.
На развитие начального профессионального образования (НПО) в РБ выделено 200 млн руб. С 1 сентября 2011 года учреждены 30 ежемесячных стипендий Правительства РБ в размере 750 руб. для учащихся учреждений НПО.

### Специальное образование
В РБ работают 37 специальных (коррекционных) общеобразовательных учреждений, где воспитываются около 4,5 тыс. детей (2628 детей инвалидов)

### Кадровое обеспечение образования
В системе образования РБ работают 42353 педработника, в том числе 38286 учителей.
Подготовку кадров для системы образования РБ ведут 2 вуза — Башкирский государственный университет (ныне Уфимский университет науки и технологий) и Башкирский государственный педагогический университет им. М. Акмуллы (Стерлитамакская и Бирская государственные педагогические академии вошли в состав Башкирского государственного университета (ныне Уфимский университет науки и технологий) как филиалы) и 1 филиал московского вуза, 15 колледжей, осуществляющих подготовку специалистов со средним профессиональным образованием педагогического профиля.
В 2012 году подготовлено 2771 специалистов со средним и высшим педагогическим образованием.

## Издания
В РБ издается Учительская газета.
Педагогический журнал
Педагогический журнал Башкортостана